# Нисиваки, Аяка
Аяка Нисиваки (яп. 西脇 綾香 Nishiwaki Ayaka) (род. 15 февраля 1989 года) — японская певица и танцовщица, участница электро-поп группы Perfume под сценическим псевдонимом A~chan (яп. あ～ちゃん).

## Биография

### Ранние годы
Родилась в Хиросиме, где вместе с будущими участницами Perfume Юка Касино и Аяно Омото обучалась в Actor's School Hiroshima.
В 2000 году стала одной из основательниц группы Perfume. После ухода Юки Кавасимы пригласила в группу Аяно Омото, следуя совету матери о преимуществах трио перед дуэтом.

### Образование
В 2011 году окончила Университет Азии со степенью по экономике.

## Творческая деятельность

### С Perfume
- Участвовала в записи саундтреков для дорамы Sumire 16 sai!! (2008)[3] и фильма Moteki (2012)[4]
- В 2014 году совместно с Харуюки Синдо написала песню «Sore o Tsuyosa to Yobitai»[5]

### Сольные проекты
- Ведущая радиопрограмм:  "A~chan no tadatada rajio ga suki ja ke n" (2014-2016)[6],  "A~chancha pon no! West Side Story" (с 2016)[7]

- Актриса озвучивания:  Дорама Tokyo Tarareba Girls (2017, 2020)[8]  ** Аниме Fastening Days 3 (2017)[9]

- Ведущая реалити-шоу на Abema TV (2020—2022)

## Семья
Младшая сестра — Саяка Нисиваки, участница группы 9nine.